# Estação Bello
A Estação Bello é uma das estações do Metrô de Medellín, situada em Bello, entre a Estação Niquía e a Estação Madera. Administrada pela Empresa de Transporte Masivo del Valle de Aburrá Limitada (ETMVA), faz parte da Linha A.
Foi inaugurada em 30 de novembro de 1995. Localiza-se no cruzamento da Carrera 47 com a Rua 44. Atende o bairro La Estación, situado na comuna de Suárez.

## Localização
A estação se encontra no centro do município de Bello, a segunda cidade em população depois de Medellín dentro da Região Metropolitana do Vale do Aburrá. 
A estação é um ponto de acesso aos bairros centrais da cidade e está localizada num lugar de enorme significado histórico desta região do Vale do Aburrá: a antiga Estação Férrea de Bello dos Ferrocarriles de Antioquia, rodeada de antigas e tradicionais fábricas têxtis que deram a Antioquia a importância econômica e de produtiva que tem.